# Buslijn A (Amsterdam)
Buslijn A was, na een mislukt experiment in 1908, de eerste stadsbuslijn in Amsterdam. De lijn werd geëxploiteerd
door toen nog de Gemeentetram Amsterdam. Van 1951 tot 1966 bestond eveneens een buslijn A maar dat was de verletterde buslijn L.

## Geschiedenis

### Eerste lijn A

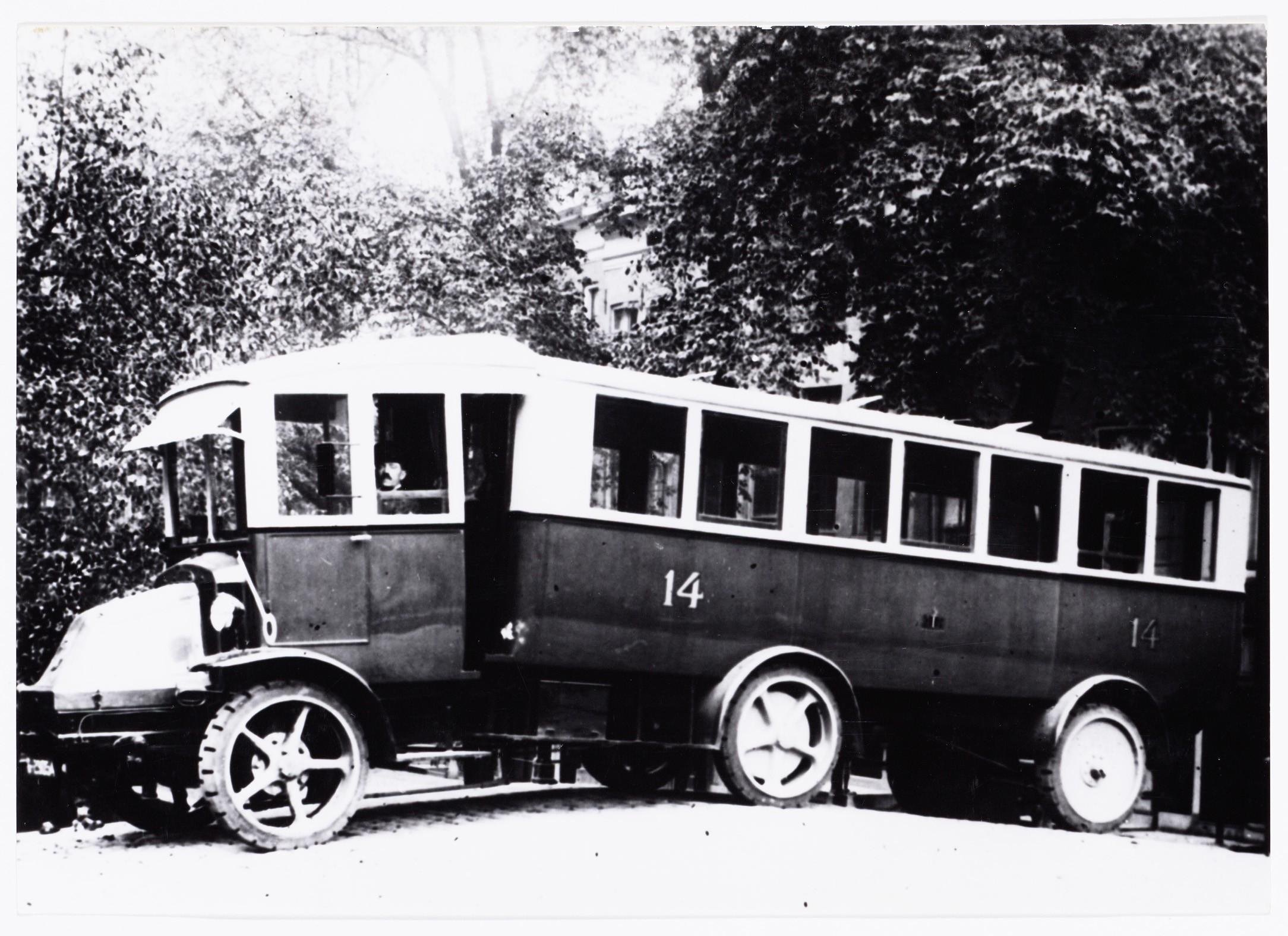
Autobus 14 bijnaam "doorgezaagd weesmeisje" op lijn A in 1924

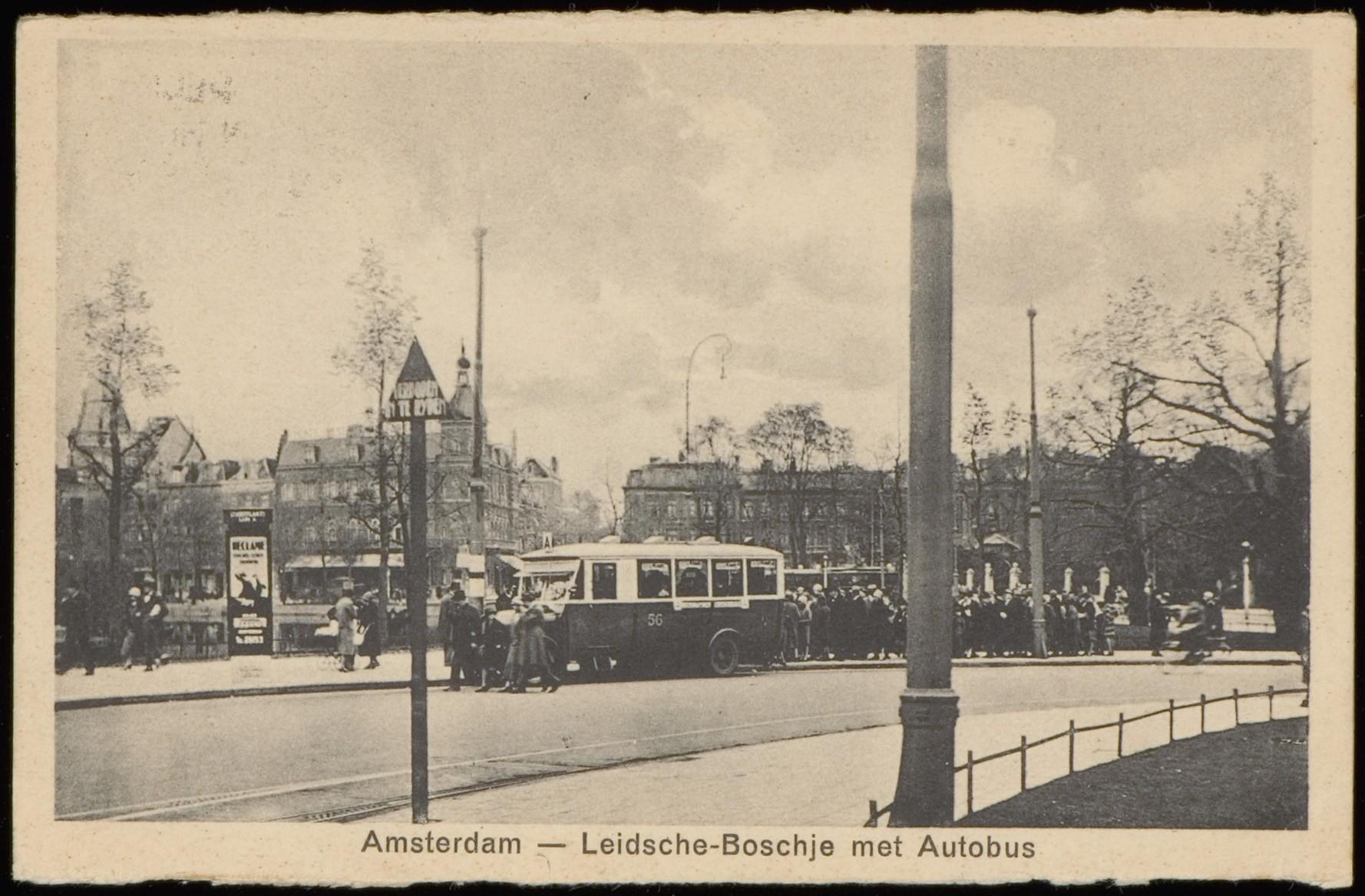
Autobus 56 op lijn A op Leidschebosje in 1927

Op 19 oktober 1922 werd lijn A ingesteld tussen de Kruislaan in het toen nieuwe tuindorp Middenmeer in de Watergraafsmeer via de Middenweg, Linnaeusstraat, Weesperzijde, Nieuwe Amstelbrug en de Stadhouderskade naar het Leidsebosje. De reden dat er een busdienst werd ingesteld en geen tramdienst had te maken met het feit dat in oost de spoorlijn nog op het maaiveld lag en op de Middenweg reed de Gooische Stoomtram zodat verlenging van een bestaande tramlijn nog niet mogelijk was. De lijn had de bijnaam Kraaienknip, dit omdat de lijn de Oosterbegraafplaats aandeed en de lijn veelvuldig door doodgravers (kraaien in het Amsterdams) werd gebruikt om naar hun werk te gaan.
Naast enkele kleinere routewijzigen werd de lijn op 15 december 1927 verlengd naar Betondorp en had van 24 juni 1929 tot en met 15 september 1940 zijn standplaats op de Brink. Op 15 januari 1931 werden in het kader van een grote bezuinigingsronde vrijwel alle buslijnen ingekort tot de rand van de stad waarna men diende over stappen op een tramlijn. Lijn A werd vanuit Betondorp ingekort tot de Linnaeusstraat hoek Mauritskade in aansluiting op tram 9. Op 22 februari 1932 kon de lijn via de gehele Middenweg rijden in plaats van via de Linnaeusparkweg. Op 23 oktober 1939 werd de lijn verlegd naar het toen nieuwe Muiderpoortstation.
Op 14 juli 1940 kwam de verlenging van tramlijn 9 tot de Kruislaan gereed wat mogelijk was door het gereed komen van het omhoog brengen en verleggen van de spoorlijn in Oost en het verdwijnen van de Gooische stoomtram op de Middenweg. Lijn A werd nu beperkt tot het minitraject Kruislaan-Brink in Betondorp. Op 15 september 1940 werd het laatste stuk van de verlenging van tram 9 geopend welke lijn een kopeindpunt kreeg op de Middenweg bij de Gaffelstraat. Hierdoor werd lijn A overbodig en opgeheven. Tram 9 halteerde in tegenstelling tot lijn A niet in Betondorp maar aan de rand van het dorp.

### Tweede lijn A
Op 1 januari 1951 werd wederom een lijn A ingesteld, maar dan in Amsterdam-Noord. Dit betrof de verletterde lijn L. Op 27 maart 1966 werd deze lijn A vernummerd in lijn 34.